# Fuchsmantel
Der Fuchsmantel ist ein Berg am Übergang vom Pfälzerwald zum Haardtrand.

## Geographie

### Lage
Der Fuchsmantel liegt innerhalb des Landkreises Bad Dürkheim. Seine Nordflanke gehört zur Stadt Bad Dürkheim und seine Südflanke zur Stadt Wachenheim an der Weinstraße. An seinem Nordfuß beginnt bereits die Bebauung von Bad Dürkheim; nordwestlich erstreckt sich der Stadtteil Seebach.

### Naturräumliche Zuordnung
1. Großregion 1. Ordnung: Schichtstufenland beiderseits des Oberrheingrabens
2. Großregion 2. Ordnung: Pfälzisch-saarländisches Schichtstufenland
3. Großregion 3. Ordnung: Pfälzerwald
4. Region 4. Ordnung (Haupteinheit): Mittlerer Pfälzerwald
5. Region 5. Ordnung: Haardt

beziehungsweise 
1. Großregion 1. Ordnung: Schichtstufenland beiderseits des Oberrheingrabens
2. Großregion 2. Ordnung:Oberrheinische Tiefebene
3. Großregion 3. Ordnung: Haardtrand
4. Region 4. Ordnung (Haupteinheit): Mittelhaardt

## Natur
Das Naturschutzgebiet Haardtrand – Auf der Krähhöhle erstreckt sich über weite Teile des Berges.

## Bauwerke
Auf seinem Gipfel befindet sich der denkmalgeschützte Flaggenturm.

## Wirtschaft und Infrastruktur
Zugleich fungiert der Berg als Weinlage. Lediglich der Nordhang und ein kleiner Teil des Südwesthanges sind bewaldet.
Über den Berg verlaufen der Prädikatswanderweg Pfälzer Weinsteig, der Pfälzer Mandelpfad sowie ein Weg, der mit einem weiß-roten Balken markiert ist und vom Krumbachtal bis nach Neustadt verläuft.
An seinem Ostfuß verläuft die Deutsche Weinstraße, die mit der Landesstraße 516 identisch ist.